# 大衛·艾爾曼
大衛·艾爾曼（1900年5月6日—1967年12月5日），美国催眠大師，於臨床催眠上有著卓越的貢獻。他教授催眠的對象只限醫護從業人員，也因次從課堂上與醫生學員們的分享互動中，得到了相當多的案例回應。他的催眠方法打破了十八世紀以來所認知的催眠程序，衍生出了「快速催眠」的手法。
大衛‧艾爾曼完全理解產生催眠狀態的機制，他使用最簡單的方式來讓個案進入到催眠狀態中，並應用在臨床醫療上，例如：外科手術、牙科、產科、小兒科……等，這些發現使得艾爾曼成為近代催眠治療領域裡不可抹滅的一個人物。

## 生平
1908年，艾爾曼只有八歲，他的父親認識了一位有名的催眠師，專門表演一些令人驚嘆的催眠秀。在那一年他的父親得了癌症，這位催眠師知道了他父親因為癌症而遭受極度的疼痛之後，來到了艾爾曼家，進入他父親的病房，過了幾分鐘之後，他父親的疼痛就這樣消除了。在那之前，艾爾曼總是只能坐在門邊聽他父親痛苦的呻吟聲，然而在催眠完畢之後，他不但進去見到了父親，而且還和他父親玩了起來。那是他父親最後一次和他玩，艾爾曼一直記得，是那位催眠師造訪了他家之後，讓他父親的疼痛消失了好一段時間。
幾個星期之後，艾爾曼的父親過世了。但他從不會忘記，他的父親在過世之前得到了解脫，這對當時的醫生來說，認為是不可能發生的事，這個事件觸發了艾爾曼對催眠的興趣，並且想持續去深究催眠。
不久之後，同樣的那位催眠師給了艾爾曼一個和他一起表演的機會，讓艾爾曼在一旁擔任助手。那位催眠師告訴舞臺上的被催眠者們，說艾爾曼會去搖晃他們的手，並且當他去搖晃他們每一個人的手時，他們會進入更深的催眠狀態。艾爾曼就如法炮製地開始搖舞臺上每一個人的手，而他們也真的進入了更深的催眠狀態。在那場表演之後，艾爾曼嘗試著去幫他的母親、兄弟姊妹、學校同學做同樣的動作，期待產生同樣的效果，當然，一次都沒成功過。
一開始，艾爾曼不瞭解是哪裡發生了錯誤，就去圖書館裡找有關催眠的書，這些書似乎都認同一個共通觀點，那就是採用凝視的方式是一項有效的催眠方法：這些書的作者們指出，你必須讓被催眠者凝視一個明亮的物體，並持續進行三分鐘至兩小時不等，為了是要讓被催眠者進入出神的狀態。
但是艾爾曼發現父親以及那位催眠師，都沒有使用發亮的物體來做催眠，所以這則教條式的觀點困擾了他，而艾爾曼試著去盯著燈光看，最後只發現了一個重要的事情：盯著燈光看一小時，是很無聊的事。
艾爾曼因此去詢問他的眼科醫生有關這件事，眼科醫生對他講述了一些眼球運作的道理，之後他瞭解如何不經由長時間凝視而讓一個人眼睛快速疲勞的方法，也能在幾秒鐘內做到使用凝視亮光技巧持續二到三小時所達到的同樣效果。
艾爾曼在十四歲時因某個原因放棄了催眠，但是他還是繼續不斷地研究催眠這個主題。他經常在晚上躺著分析他使用催眠做了些什麼，他疑惑為什麼能造成一些現象發生，而這些現象很顯然的是前人所沒想到過的，艾爾曼一直在疑惑是什麼造成這種現象產生的。
艾爾曼早期時很渴望做舞台表演，他生性外向，而且喜歡站在觀眾面前的感覺，做一些讓觀眾覺得很神奇的表演。他成了一位表演者，也成了一位音樂的愛好者，他開始寫歌，但那些歌從未流行過。而他所寫的其中一首歌最後被W·C·韓第（W.C.Handy）所採用。之後艾爾曼來到了紐約，並且心想在W·C·韓第的指導下成為一位有名氣的作曲家。剛開始他和韓第一起工作擔任播音員，不僅播放韓第的歌曲，也播放艾爾曼的歌曲。
艾爾曼後來在廣播電臺得到了一份擔任寫歌的工作，並兼任CBS的表演以及製作人。那時候他並沒有靠催眠過活，而且也沒有跟任何人提及有關這方面的知識。1937年時，艾爾曼為電臺構想出了一個節目，名字叫做《大衛‧艾爾曼的嗜好會客室》（Dave Elman's Hobby Lobby）。在節目做首播時，導播告訴艾爾曼說：「我們準備讓這個節目的首播造成轟動，什麼是可以用來在空中播出而且很轟動的嗜好呢？」艾爾曼就告訴他，他剛剛收到一封從費城寫來的信，是一位印刷員寫的，他聲稱他的嗜好是催眠，並且他可以提供透過廣播將坐在其他房間裡的人給催眠。
那位先生來到電台後，艾爾曼對他做了測試，發覺這人還不賴，但唯一的一件事就是他說他必須花三到六分鐘的時間才能夠完成催眠步驟，艾爾曼怕他花超過三分鐘的時間會使得這個節目變得很無趣，所以給了他一個試播的機會，而在那次試播裡他可以在三分鐘內完成催眠程序，所以就讓他正式在空中播。之後得到全國聽眾熱烈的回響，並且這個節目在1941年時得到各種最具戲劇性的廣播獎。艾爾曼的老婆在那時候擔任他的秘書，她觀察到他和那位催眠師的互動，看到艾爾曼表現出的催眠知識遠勝過那位催眠師，就鼓勵他朝此發展。
從那時候起，艾爾曼偶爾會在一些慈善會或是酌收少許費用的場合做催眠表演。有一天艾爾曼在紐澤西州的巴賽克（Passaic）為一個知名的弟兄會組織做催眠表演。那場演出非常的成功，當晚在那裡有很多醫生，並且有一些醫生要求是否能和艾爾曼聊一聊。那些醫生表示說，他們已經研讀過了催眠，並且試著把催眠用在他們的醫療或牙醫的工作上，但卻得不到成功的結果。那些醫生還說，在舞臺上的受試者中就有他們的病患，他們曾試著幫那些病患引導進入催眠狀態，但都失敗了。那些醫生就詢問艾爾曼，是否他們還有不知道的催眠知識。艾爾曼則告訴他們說：「很顯然地，我們在研究催眠上採取了不同的角度，如果你們能從我學習的角度去研究催眠，你們會和我一樣做得很成功的。」這些醫生隨即請求艾爾曼來教導他們催眠，但是艾爾曼當時懷疑自己沒有能力及背景可以教導這些醫學領域的專家們。
然而有一次，艾爾曼去參加了某個醫生們的催眠研習聚會，很訝異地發現這些潛心學習的醫生們得到的竟然是一些錯誤的觀念，那位教他們的老師對於所教授的催眠卻不甚瞭解。而且，錯誤的催眠觀念已經在很多場的演說中像教條一樣地散播出去了。艾爾曼心想，如果這就是這群醫生們學習催眠的方式，確實是該為他們做些什麼。他就著手準備了催眠應用於臨床及牙科專業領域的課程，而為了醫學的發展，艾爾曼就開始了催眠教學。

## 催眠發現
- 他發現催眠的程序可以是在很快、很短暫的時間內就可以讓個案進入催眠狀態，他對於催眠狀態的經典詮釋就是「催眠狀態是一整意識狀態，它跳過了批判機制，並嵌入了一項選擇性的思維念頭」。
- 對於心因性病症的治療，採用催眠分析（Hypnoanalysis）的方式，找出造成個案病症反應的最初起因，進而讓個案對此初始事件重新認知，因而達到病症的治癒。
- 認為某些較嚴重的心因性行為異常，如果使用直接暗示的方法來做治療，其效果的持續性有限，雖然在當下會有治癒的反應，但是可能還會在未來的不定時期症狀又復發。
- 全身深度麻醉的病患，其聽覺依舊是存在的。艾爾曼強烈建議醫生在做臨床術時，旁觀者或是協助者除非是瞭解催眠，否則應在語言上保持嚴謹或儘可能不要出聲。他是從一位課堂上醫生的病患所得到的啟發，那是一位接受膽囊切除手術的女士。這位女士在手術前的情緒好端端的，但在手術後卻開始有不明疼痛的反應，醫生檢查不出有什麼不對勁。而在催眠中，這位女士說出了她在手術中聽一位醫生所說的一句話，那位醫生說：「看看這個膽囊，在這之後她就會不一樣了」，然而，這位女士在全身麻醉狀態下的潛意識解讀卻是「我覺得在那手術之後是不是就變成了一個不完整的女人了」，就因此在麻藥退去後，身體就開始產生不明疼痛反應。
- 艾爾曼發現可以使用人為引導的方式來產生「催眠昏迷」，也就是「伊士戴爾狀態（Esdaile state）」，也發現了如何讓處在這種狀態下的個案立即清醒過來。
- 他將催眠應用在睡著的人身上，將個案從睡眠狀態導入催眠狀態，他稱此技巧為「催眠睡眠（hypnosleep）」。
- 艾爾曼將催眠以及催眠分析技巧，有效的應用在臨床醫學上，有效的處理了諸如口吃、憂鬱症、肥胖、恐懼症、過敏症、酗酒……等心因性症狀。

## 著作
- 《Hypnotherapy》，出版社：Westwood Publishing Co.。

第一章   我早期的重要發現
第二章   為什麼我開始教授催眠
第三章   如何研究催眠
第四章   有關催眠的一些有趣事實
第五章   握手技巧
第六章   剛開始的引導說明
第七章   二指閉眼法及催眠用語
第八章   把催眠當作藥物麻醉的輔助
第九章   數不盡的催眠引導方法
第十章   清醒催眠與清醒暗示
第十一章   清醒催眠的應用
第十二章   眠遊狀態(somnambulism)及複合暗示(compounding of suggestion)
第十三章   伊士戴爾狀態(the Esdaile State)
第十四章   催眠應用在分娩及外科手術
第十五章   催眠應用在牙科
第十六章   口吃
第十七章   肥胖
第十八章   恐懼症與病態的恐懼
第十九章   過敏症
第二十章   憂鬱症
第二十一章   催眠分析的回顧、實施與應用
第二十二章   從睡眠導入的催眠─催眠睡眠(Hypnosleep)
第二十三章   醫生們經常提出的一些問題